# Utavarerumono
Az Utavarerumono (うたわれるもの; Hepburn: Utawarerumono) japán számítógépes kaland- és szerepjáték, amit 2002. április 26-án adott ki a Leaf szoftvercég. DVD-n 2003. december 12-én adták ki. A legtöbb kalandjátéktól eltérően a történet lineáris. A PC verzióban nincs szinkron. Egy PlayStation 2 átírást, amely egy új harcrendszert mutat be a Flight-Plantől (Summon Night sorozat), valamikor 2006-ban mutatták be.
Az animeadaptációt 2006. április 3-án kezdték sugározni.
Az angol verzió elkészítésére az amerikai ADV Films kapott jogot. Az angol cím Shadow Warrior Chronicles (Árnyékharcos Krónikák) lett, és 2007-ben kezdték el vetíteni.

## Történet
A történet egy maszkos emberrel kezdődik, akit egy nagymamából és két lányból álló család talál meg egy közeli erdőben. Erősen megsebesült, ezért elviszik otthonukba és addig kezelik amíg rendbe nem jön. Hamar befogadják a falu közösségébe és hamarosan az ország uralkodója lesz.
A történet elsőre egy fantasy stílusú történet elég erős ainu beütéssel, de később science fictionbe nyúlik át.
A játék elsőre úgy tűnik, hogy egy fantáziavilágban játszódik, de később kiderül, hogy a helyszín a Föld poszt-apokaliptikus jövője.

## Szereplők
Hakuoro (ハクオロ), (Rikiya Koyama)
A történet főszereplője. (A nagy képen látható Eruruu és Aruruu társaságában.) Egy levehetetlen maszkot visel, ami a homlokától az arcáig nyúlik le. Eruruu, Aruruu és a nagymamájuk sebesülten találtak rá egy közeli erdőben, majd meggyógyították. Ugyanakkor elvesztette a memóriáját és még csak ötlete sincs, hogy ki lehetett.
A Hakuoro nevet Tusukuru adja neki (Eruruu és Aruruu apjának, Tusukuru fiának is ez volt a neve; Hakuoro amúgy is hasonlít a név eredeti viselőjére), mert nem emlékszik az eredeti nevére. Fő fegyvere egy fémlegyező, amit Tusukuru adott neki.
Teste egy nagy isten, Uitsuarunmitea lelkének egyik felét, a jót rejti, míg a rosszat Dii teste őrzi.
Valaha Icemanként ismerték, mielőtt a globális kataklizma elindította volna az új fajokat a Földön.
Hakuoro ainu nyelven "Fehér Uralkodó"-t jelent.
Eruruu (エルルゥ), (Ryoka Yuzuki)
Ő az első, akit Hakuoro meglát amikor felébred, miután megtalálják. Eruruu segít Hakuoronak felépülni, míg erős nem lesz hogy ki tudjon menni a szabadba egy sétabot és Eruruu segítségével. Eruruunek erőteljes, de felelősségtudatos személyisége van. Egy virág után kapta a nevét, ami csak a történetben létezik. Mindenki tudta nélkül, magát is beleértve, egy biotechnológiai kutatóközpont kulcsának a tulajdonosa (a karika a hajában).
Aruruu (アルルゥ), (Miyuki Sawashiro)
Eruruu húga, nagyon félénk, szégyenlős és csendes. Ahogy a testvére, ő is egy fikcionális virág után lett elnevezve. Az ő világukban az Eruruu és Aruruu virágok egymás mellett nőnek. Miután a Mutikapa (egy nagy fehér tigris, az erdő védelmezője) elpusztult Aruruu gondozásba vette a kicsinyét úgy, minthogyha sajátja lenne és elnevezte Mukkurunek. Hakourot gyakran otōsan-nak (お父さん, "apa") hívja.
Tusukuru (トゥスクル), (Hisako Kyouda)
Eruruu és Aruruu nagymamája és a falu vénje, ő a falu vezetője. Egy nagyon kedves személy és mindenki tiszteli a faluban és néhányan azon kívül is. Tusukuru lesz az ország neve is, miután Kenashikourupe elbukik.
Nuwangi (ヌワンギ), (Hiroyuki Yoshino)
Gyenge kardmester, aki később szamurájparancsnok lesz, miután elveszi a posztot Benawitól. Ugyanabban a faluban élt, ahol Eruruu is, de elhagyta azt, hogy a kormányt szolgálja.
Oboro (オボロ), (Daisuke Kirii)
Egy lovagias és hűséges tolvajfőnök, aki később csatlakozik Hakuorohoz, akit bátyjaként tisztel. Szerető bátyja Yuzuhának, aki egy ismeretlen betegség miatt nagyon gyenge és vézna. Néha gyerekes, önfejű.
Az Oboro (朧) név ködösséget, lehangoltságot, szomorúságot jelent japánul.
Dorii & Guraa (ドリィ & グラァ), (Akeno Watanabe)
Ikertestvérek, íjász apródként Oboro alatt szolgálnak. Mesterüket rajongó szeretettel követik mindenhová. Mindketten fiúk, amivel kényelmetlen helyzetbe hozzák Hakuorot, aki eleinte ezzel nincs tisztában.
Többféleképpen is meg lehet őket különböztetni: Doriinak lila, Gurának kék szeme van; Dorii ruhájának alsó része kék, míg Guráé piros.
Yuzuha (ユズハ), (Mai Nakahara)
Oboro húga. Egész életében nagyon gyenge volt egy ismeretlen betegség miatt. A legtöbb időt az ágyban tölti, de miután beköltöztek bátyjával a palotába Aruruu és Kamyu segítségével egyre több időt tölt a szabadban. Fejlett szaglása és hallása van és bárkit meg tud ismerni az illata alapján.
Benawi (ベナウィ), (Daisuke Namikawa)
Egy mononofu (kardmester) aki alatt a lovasság szolgál. Hakuorohoz csatlakozik miután megöli Inkarát (Kenashikourupe uralkodóját). Erős felelősségtudata van az országa iránt.
Kurou (クロウ)
Benawi nagyon hűséges beosztottja, második a lovasság parancsnokságában. Csatlakozik Hakuorohoz Benawi mellett.
Neve valószínűleg varjút jelent.
Karurauatsuurei (Karura) (カルラゥアツゥレイ　（カルラ))
Nagyon erős női harcos, akinek egy olyan súlyos kardja van, hogy csak ő tudja használni. Csatlakozik Hakuorohoz, mert „megmentették”, miután egy másik ország hajólegénységet lemészárolta, akik fogva tartották őt. Személyiségét tekintve elég öntörvényű. Gyakran látni szakét inni, még a csatatéren is. Gyakran több hordót is megiszik egy nap.
Valaha Nan-Tunku hercegnője volt mielőtt Shakukoporu elmozdította volna őt a trónról és egy báb uralkodót helyezett volna a helyére. Van egy öccse, Derihourai, de mikor végre találkoznak a sok külön töltött év után, nem ismeri fel nővérét.
Egyike a két utolsó Giriyaginak, Derihouraijal együtt. Ezt a fajt más etnikumok irtották ki az idők során.
A karura (迦楼羅, 迦樓羅, vagy 迦留羅), ismertebb angol nevén Garuda egy ember-madár szörny a japán hindu-buddhista mitológiában.
Derihourai (デリホウライ)
Karura testvére, aki később Karurauatsuurei ura lesz. Ezt az országot nővére után nevezik el.
Urutori (ウルトリィ), (Sayaka Ohara)
Az Onkamiyamukai első hercegnője.
Kamyu (カミュ), (Rie Kugimiya)
Urutori húga, az Onkamiyamukai második hercegnője. Kislányos karakterével sok gondot okoz nevelőjének, Muntónak. Legjobb barátja Aruruu és Yuzuha. Eleinte nem csinál sokat, később azonban nagy szerepe lesz a történetben. Ő Mutsumi.
Touka (トウカ), (Kaya Miyake)
Egy Evinkuruga (egy törzs mely az igazságot és az egyenlőséget hivatott védeni) mononofu. Egy vándorló kardmester kinek csapásai gyorsak és halálosak.
Yue (ニウェ)
Shikeripetim uralkodója. Megtámadja Tusukurut, hogy előcsalogassa Hakuoroból a benne rejlő szörnyet.
Amururineuruka Kuuya (アムルリネウルカ・クーヤ)
Kunnekamun uralkodója, aki összebarátkozik Hakuoroval. Hakouro először fiúnak hiszi, mert a lánynak korához képest mélyebb hangja van, és el van takarva az arca.
Genjimaru (ゲンジマル)
Egy öreg mononofu, aki Kuuya alatt szolgál, Sakuya nagyapja.
Sakuya (サクヤ), (Kaori Mizuhashi)
Kuuya egyik őre, Genjimaru unokája.
Hien (ヒエン)
Sakuya testvére, Genjimaru unokája.
Uitsuarunemitea (ウィツァルネミテア)
Egy isten, akit mindenki tisztel.
Dii (ディー)
Uitsuarunemitea másik fele, Hakouro mellett.
A "d" betűt is így ejtik ki.
Mutsumi (ムツミ)
Uitsuarunemitea "lánya". Az aki bezárta Uitsuarunemiteát, és Kamyuuban, mint hasadt személyiség az ereiben él. A neve a 63-as számból származik.
Mikoto (ミコト)
Egy mesterséges lény, melyet Iceman testére alapozva alkottak. Ő volt az egyetlen nő, akit Iceman szeretett, mielőtt a tudósok szétszerelték kutatás céljából. A neve a 3510-es számból származik.
The Iceman (アイスマン)
Uitsuarunemitea földi alakja. Tudósok fedezték fel és kísérleteztek rajta. Az ő testére alapozva rengeteg mesterséges lényt hoztak létre, az egyiknek, Mikotónak gyermeke is született tőle. Mikoto halála után ő okozta a kataklizmát, majd Mutsumi bezárta őt. Pár évszázad után Hakouroként tér vissza, egy csata után teljes amnéziában szenvedve.

## Háttértörténet
Egy archeologikus expedíció feltár egy titokzatos fosszíliát, egy eltorzult szörnyet. Az archeológusok nem tudják, de a őskövület az elfeledett isten, Witsuarunemitea teteme. A tanulmányozások során egy idegen kerül be a laborba és lelövi az egyik archeológust. Ahogy a tudós vére ráfröccsen a kövületre és az elfeledett isten feltámad.
Witsuarunemitea lehetőséget lát a haldokló tudósban. Életet ajánl fel neki a testéért cserébe. Ahogy az idő telik, az Isten új teste jégbe fagy.
Míg Witsunemitea a maszkjában alszik, addig az archeológust felélesztik a jövőben. Egy földalatti kutatóállomáson találja magát, ahol kísérleti nyúlként tanulmányozzák. Az archeológus megtudja a kutatóktól, hogy a világ lakhatatlanná vált és az emberiség utolsó hírnökei földalatti menedékekben laknak.
Mizushimát, egy kutatót bíznak meg az archeológus (akit Icemanként hívnak) tanulmányozásával és ellátásával. Felfedezik, hogy Iceman képes a poszt-apokaliptikus levegőt belélegezni, ezért felhasználják az egyedülálló genomját, hogy újra benépesítsék a földfelszínt. Több ezer egyedből, csak pár bizonyult életképesnek, köztük a 3510-es és a 63-as kísérlet. A 3510-es kísérletnek, egy gyönyörű nőnek a Mikoto nevet, míg a 63-as kísérletnek a Mutsumi nevet adják. Mutsumi felfedezi, hogy Iceman DNS-éből született, ezért "apjának" nevezi.
A genom-projekt problémákba ütközik, ezért le akarják fagyasztani Icemant későbbi tanulmányozásra. Mizushima odaadja Icemannek a kutatóállomás főkulcsát (egy fakó színű karika), és megparancsolja neki, hogy meneküljön el.
Iceman, Mikotóval (akibe szerelmes lett) együtt elmenekül. Pár évvel később lányuk születik. A kutatók védőruhában elkapják őket. Mikotót tovább tanulmányozzák, de miközben Icemant lefagyasztanák, feltámad Witsuarunemitea.
Witsuarunemitea feldühödik, attól, ahogy Mikotóval bánnak, és egy új oldala születik. Teli dühvel, az állomás nagy részét elpusztítja. A dolgozók az életükért könyörögnek. Witsuarunemitea valóra váltja kérésüket és halhatatlan zselatinszerű lényekké változtatja őket. A nagy isten annyi dühöt fejleszt magában, hogy két részre szakad: egy aki pusztítani akar és egy aki el akar pusztulni.
Hirtelen feltűnik Mutsumi és Witsuarunemitea isteni vérétől megerősödve a nagy isten mindkét felét elaltatja. Néhány sikeres kísérleti alany elkezdi benépesíteni a Földet, ezalatt az eredeti emberiség kihal. A kutatóállomás elszigetelve marad örökké, és az emberek Witsuarinemitea szent kezének tartják.
Évekkel később a két fél újból felébred és harcolnak egymás ellen, mert a destruktív oldal szeretne segíteni az új populációnak háborúkon keresztül magasabb szintre jutni, az ellenkező oldal pedig békés úton szeretné ugyanezt elérni. Kunnekamun uralkodója felkeresi a gonosz oldalt, aki az Avu-Kamuuval ajándékozza meg az uralkodót, hogy a háborúk és a hegemónia világában éljenek.
Végül a két fél közti harc földrengéshez vezet. Aruruu, egy fiatal lány Kenashikourupéból, a földrengés miatt leesik a fáról miközben megpróbál elérni egy méhkast. Súlyosan megsebesül. Eruruu, Aruruu nővére imádkozik Witsuarunemiteához, hogy meggyógyítsa Aruruut, és megígéri, hogy cserébe odaadja a testét és a lelkét. Witsuarunemitea beleegyezik.
A harc végén az isten mindkét fele súlyosan megsebesül, és mindkét fél elalszik. A destruktív oldalt Dii találja meg, egy Onkamiyamukai tanítvány, és összeolvad az istennel. A másik oldal visszatér eredeti testébe (az archeológuséba) és Eruruu talál rá sebesülten.
Az Utawarerumono cselekménye innen kezdődik.

## Anime
Az Utawarerumono animét 2006. április 3-án kezdték sugározni Japánban, összesen 26 rész várható.

### Epizódok
| #  | Angol cím:                   | Japán cím:                            | Első vetítés:        |
| -- | ---------------------------- | ------------------------------------- | -------------------- |
| 01 | "Unwanted Guest"             | "Manekarezarumono" (招かれざるもの)   | 2006. április 3.     |
| 02 | "Savage Ruler of the Forest" | "Araburu mori no ou" (荒ぶる森の王)   | 2006. április 10.    |
| 03 | "Purple Amber"               | "Murasaki kohaku" (紫琥珀)            | 2006. április 17.    |
| 04 | "Path of No Return"          | "Modorenu michi" (戻れぬ道)           | 2006. április 24.    |
| 05 | "Daughter of the Forest"     | "Mori no musume" (森の娘)             | 2006. május 1.       |
| 06 | "Combined Might"             | "Udou chikara" (集う力)               | 2006. május 8.       |
| 07 | "Capital Invasion"           | "Kouto shinkou" (皇都侵攻)            | 2006. május 15.      |
| 08 | "The Arbitrator"             | "Chouteisha" (調停者)                 | 2006. május 22.      |
| 09 | "Taboo"                      | "Kinki" (禁忌)                        | 2006. május 29.      |
| 10 | "The Mercenary"              | "Youhei" (傭兵)                       | 2006. június 5.      |
| 11 | "The Eternal Promise"        | "Eien no yakusoku" (永遠の約束)       | 2006. június 12.     |
| 12 | "The Traitor"                | "Uragirimono" (裏切り者)              | 2006. június 19.     |
| 13 | "Battle of Bloodshed"        | "Chi nurareta tatakai" (偽りの真実)   | 2006. június 26.     |
| 14 | "Destruction"                | "Senka" (戦禍)                        | 2006. július 2.      |
| 15 | "End of the Banquet"         | "Utage no owari" (宴の終わり)         | 2006. július 9.      |
| 16 | "The End of the Bloodshed"   | "Tatakai no hate" (戦いの果て)        | 2006. július 16.     |
| 17 | "The Young Emperor"          | "Osanaki ou" (幼き皇)                 | 2006. július 23.     |
| 18 | "The Liberation Army"        | "Kaihou gun" (解放軍)                 | 2006. július 30.     |
| 19 | "Farewell"                   | "Ketsubetsu" (決別)                   | 2006. augusztus 6.   |
| 20 | "First Battle"               | "Uijin" (初陣)                        | 2006. augusztus 13.  |
| 21 | "Large Seal"                 | "Daifuin" (大封印)                    | 2006. augusztus 20.  |
| 22 | "A Contract of Mourning"     | "Imawashiki keiyaku" (忌まわしき契約) | 2006. augusztus 27.  |
| 23 | "Where the Heart Is"         | "Kokoro no arika" (心の在り処)        | 2006. szeptember 3.  |
| 24 | "Those That Fall Into Ruin"  | "Horobi yuku mono" (滅びゆくもの)     | 2006. szeptember 10. |
| 25 | "Ancient Traces Of Dreams"   | "Taiko no yumeato" (太古の夢跡)       | 2006. szeptember 17. |
| 26 | "The One You Sing Of"        | "Utawarerumono" (うたわれるもの)      | 2006. szeptember 24. |

## Főcímdalok
- Suara – Musouka (Álomdal)
- Eri Kawai – Madoromi no Rinne

## Színhely
A színhely leginkább a feudális Japánra emlékeztet. A fegyverzet főleg kardokból, íjakból, nyilakból, és dárdákból áll. A ruházat, az otthonok és az ételek mind a japán kultúrából valók.